# Ларсен Беј (Аљаска)
Ларсен Беј (енгл. Larsen Bay) град је у америчкој савезној држави Аљаска.

## Демографија
По попису из 2010. године број становника је 87, што је 28 (-24,3%) становника мање него 2000. године.
| Група             | 2000.      | 2010.      |
| Белци             | 24 (20,9%) | 21 (24,1%) |
| Афроамериканци    | 0 (0,0%)   | 0 (0,0%)   |
| Азијати           | 0 (0,0%)   | 0 (0,0%)   |
| Хиспаноамериканци | 0 (0,0%)   | 0 (0,0%)   |
| Укупно            | 115        | 87         |